# Thomas Helbling
Thomas Helbling (* 7. August 1961 in Bern) ist ein Schweizer Rechtsanwalt. Vom 1. Juni 2008 bis zum 31. Juli 2016 war er Vizekanzler der Schweizerischen Eidgenossenschaft.

## Leben und Karriere
Nach einem Jura-Studium an den Universitäten Bern und London arbeitete Helbling zuerst als Rechtsanwalt, trat dann ab 1998 in den Dienst von Bundesrat Adolf Ogi und seinem Nachfolger Samuel Schmid als persönlicher Mitarbeiter. Im Jahre 2001 übernahm Helbling die Rolle des Projektleiters für die gemeinsame Bewerbung der Schweiz und Österreichs als Veranstalter der Fussball-Europameisterschaft 2008.
Ende 2002 trat Helbling vom Organisationskomitee zurück und wurde beim Privatversicherer Swiss Life Leiter der Abteilung Public Affairs. Gleichzeitig wurde er Mitglied des Vorstandsrates des Schweizerischen Fussballverbands, zuständig für Sicherheit. In dieser Funktion warb Helbling für eine Verschärfung der gesetzlichen Anti-Hooligan-Massnahmen.
Nach der Wahl von Vizekanzlerin Corina Casanova zur neuen Bundeskanzlerin Anfang 2008 wurde Helbling im Februar zum neuen Vizekanzler ernannt. Er trat sein Amt am 1. Juni an. Als Leiter des Bereichs Bundesrat war er mit seinen 115 Mitarbeitenden zuständig für die Vor- und Nachbereitung der Sitzungen des Bundesrates; weiter waren ihm unterstellt: die Sektion Recht, das Kompetenzzentrum Amtliche Veröffentlichungen und die Zentralen Sprachdienste der Bundeskanzlei.
Von 2017 bis Dezember 2021 war Helbling Direktor des Schweizerischen Versicherungsverbandes (SVV), der Dachorganisation der privaten Versicherungswirtschaft. Seit 2022 ist er als Partner in der Berner Anwaltskanzlei Emmenegger Hirt Rechtsanwälte und Wirtschaftskonsulenten tätig. Er fokussiert sich dabei auf die Ausübung seiner Mandate in Branchenverbänden und Unternehmen der Schweizer Wirtschaft.
Helbling ist seit 1990 Mitglied der FDP.